# Face Down Hero
Face Down Hero ist eine Thrash-Metal-Band aus Marburg in Hessen.

## Geschichte
Face Down Hero wurde gegen Ende 2004 vom Sänger und Gitarristen Christian Nauman und dem Schlagzeuger Carsten Kachelmus aus der Thrash-Band Mind-Ashes, welche von 1993 bis 2003 existierte, gegründet. Der Bandname stammt von einem Titel der Thrash Band Forbidden aus San Francisco. Jens Kelschenbach stieß wenig später als zweiter Gitarrist hinzu. Ein Bassist, der den Vorstellungen der anderen Bandmitgliedern entsprach, konnte zunächst nicht gefunden werden. Daher arbeitete die Band anfangs noch als Trio an den ersten Songs.
Im Sommer 2005 erschien mit Syndrome eine ausschließlich an die Presse verteilte 3-Track-Demo-EP. Kurz nach den Aufnahmen fand die Band in Sebastian Rink einen Bassisten. Im Oktober 2006 unterschrieb die Band einen Plattenvertrag bei dem Independent-Label Yonah Records. Das erste Album Opinion Converter erschien im März 2007 in Deutschland, Österreich und der Schweiz. Anschließend hatte die Band etliche Auftritte in Clubs und auf diversen Festivals. Unter der Regie von Martin Buchwalter wurde das zweite Album Where All This Anger Grows eingespielt, welches im März 2008 erschien. Das Album hielt sich mehrere Wochen in den deutschen MRC 30 Charts.
2009 erschien das dritte Album Of Storytellers and Gunfellas. Das Album kam in die deutschen Metal-DJ-Charts. Anschließend ging die Band mit dem Finnischen Metal Act Diablo auf ihre erste Mini Tour durch deutsche Clubs. Anfang 2010 stieg Jens Kelschenbach aus der Band aus. Die Aufnahmen zum vierten Album absolvierte die Band im März/April 2010 als Trio. Im September 2010 stieg Richard Müller als neuer Gitarrist bei der Band ein. Im August 2011 ersetzte René Schütz (ex – Accu§er) Richard Müller an der Gitarre im selben Monat erschien das vierte Album mit dem Titel Divisions And Hierarchies.
2013 wechselt die Band von Yonah Records zum Label RedShiftMusic. 2014 erschien das neue Album Product Of Injustice. Kurz nach den Aufnahmen ersetzte Alex Hartmann René Schütz an der Gitarre.
Live spielte die Band in den folgenden Jahren als Support u. a. von Szenegrößen wie Flotsam and Jetsam oder Tankard. Das folgende Album False Evidence Appearing Real wurde in mehreren Etappen in den Jahren 2015 und 2016 aufgenommen. Für den Release einigte man sich erneut auf eine Zusammenarbeit mit dem Label Yonah Records unter dem bereits die ersten 4 Alben erschienen.
Noch während des Mixes für das Album trennte man sich vom Gitarristen Alex Hartmann. Ersatz für ihn wurde einige Monate nach dem Release im April 2017 Patrick Nörtling. Von 2017 bis 2020 spielte die Band sehr selten Live. Ende 2019 kam es außerdem erneut zum Bruch und Gitarrist Patrick Nörtling verließ die Band wieder. Wenige Gigs wurden anschließend als Trio gespielt, bevor im März 2020 Marc Kollmann als neuer Gitarrist hinzu kam.

## Diskografie
Alben
- 2007: Opinion Converter (Yonah Records / Alive)
- 2008: Where All This Anger Grows (Yonah Records / Alive)
- 2009: Of Storytellers and Gunfellas (Yonah Records / Alive)
- 2011: Divisions and Hierarchies (Yonah Records / New Music Distribution)
- 2014: Product of Injustice (Red Shift Music / H’Art)
- 2017: False Evidence Appearing Real (Yonah Records)